# خط أنابيب كوستا غاس لينك
خط أنابيب ساحل جاسلينك هو خط أنابيب غاز طبيعي تابع لشركة تي سي إنرجي في كولومبيا البريطانية، كندا. دخل الخط الخدمة التجارية في نوفمبر 2024. يبدأ مسار الخط من دوسون كريك، ويعبر جبال روكي الكندية وسلسلة جبال أخرى ليصل إلى كيتيمات، حيث سيتم تصدير الغاز إلى العملاء الآسيويين. يمر المسار عبر الأراضي التقليدية لعدة شعوب من الأمم الأولى، بما في ذلك أراضي غير متنازع عليها لشعب ويتسويتن. أثار الجدل حول المشروع انقسامات داخل الهيكل القيادي للأمم الأولى المتأثرة حيث يدعم مجالس النخب المنتخبة المشروع، بينما يعارضه الزعماء التقليديون الوراثيون لشعب ويتسويتن لأسباب بيئية ونظموا حواجز لمنع البناء على أراضيهم التقليدية. يرى معارضو المشروع من شعب ويتسويتن أن لهم علاقة بالأرض تهددها أعمال بناء خط أنابيب ساحل جاسلينك.

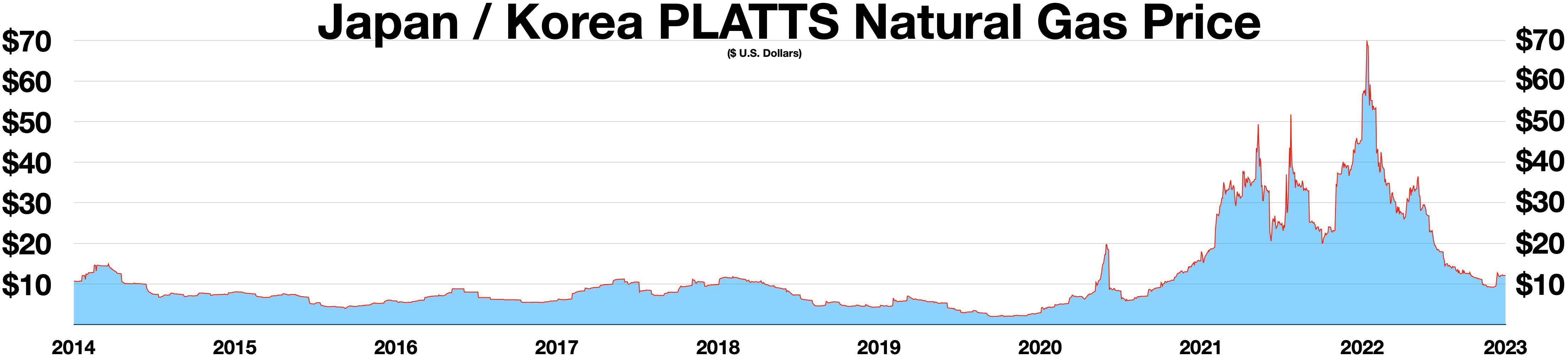
سعر الغاز الطبيعي المسال في اليابان/كوريا وفقًا لـإس آند بي جلوبال بلاتس

منحت المحكمة العليا لكولومبيا البريطانية مرتين (2018 و2019) أمراً قضائياً ضد المحتجين الذين يعرقلون المشروع دفاعاً عن أراضيهم غير المتنازل عنها. في 2019 و2020، دخلت الشرطة الملكية الكندية الفرسان ار سي ام بي المنطقة المحاصرة وفتحت الطريق لوصول البناء باستخدام التهديد باستخدام القوة المميتة، واعتقلت عدة محتجين. أثارت الاعتقالات في 2020 احتجاجات واسعة عبر كندا تضامناً مع الاحتجاجات الأصلية. استهدفت الاحتجاجات المكاتب الحكومية والموانئ وخطوط السكك الحديدية. تسبب احتجاج في فبراير 2020 من قبل شعب موهوك الأصلي في تينديناغا، أونتاريو، في إغلاق قطاع حاسم من السكك الحديدية، مما دفع فيا ريل إلى تعطيل معظم شبكة سككها الحديدية للركاب والسكك الحديدية الوطنية الكندية سي إن أر إلى تعطيل خدمة الشحن في شرق كندا لعدة أسابيع.
استأنفت سي جي إل البناء بعد أن أخلت الشرطة الملكية الكندية الفرسان طريق الوصول؛ ومع ذلك، لا يزال مشروع خط الأنابيب يواجه معارضة من الرؤساء الوراثيين لويتسويتن. طالب ويتسويتن سي جي إل بإيقاف البناء بسبب جائحة كوفيد-19، مخاوفاً من انتشار المرض. استمر البناء إلى حد كبير، على الرغم من صدور عدة أوامر بوقف العمل من الحكومة المحلية في يونيو 2020 بعد تقييم بيئي. كانت لدى ويتسويتن أيضاً مخاوف بشأن تهديدات العنف التي تواجهها النساء والفتيات وذوو الروحين من السكان الأصليين نتيجة لـ معسكرات الرجال على طول مسار البناء. قدم وِت وتسوتين طلباً للمراجعة القضائية بشأن طلب سي جي إل لتمديد تصريح بيئي للخط على أساس أن سي جي إل لديها أكثر من 50 أمراً بعدم الامتثال وبسبب نتائج التحقيق الوطني الكندي حول النساء والفتيات من السكان الأصليين المفقودات والمقتولات. عندما حاولت سي جي إل الحفر تحت نهر موريس، اندلعت مزيد من الصراع حيث أقام المدافعون من وِتْسُوِتْئِن متاريس ودمرت معدات البناء. أزيلت هذه المتاريس في نوفمبر 2021. بحلول سبتمبر 2022، كانت لدى سي جي إل معدات جاهزة للحفر تحت النهر؛ قالت الشركة إنها أكملت 8 من أصل 10 تقاطعات نهرية مطلوبة للمشروع وكانت تقترب من إتمام 70% في ذلك الوقت. في مايو 2023، أكملت سي جي إل جميع التقاطعات النهرية العشرة، بما في ذلك الحفر النفقي الدقيق تحت نهر موريس جنوب هوستون. في مارس 2022، وقعت سي جي إل اتفاقات مع 20 مجلساً منتخباً لأمة أولى تدعم المشروع، بما في ذلك 17 موقعاً على شراء حصص في المشروع. ومع ذلك، يؤكد الرؤساء الوراثيون لويتسويتن أن مجالس النخب هي كيانات سياسية أنشأتها الحكومة الفيدرالية، وبالتالي لا تملك سلطة على الأراضي خارج حدود المحميات.

## وصف المشروع
يبدأ مسار الخط بالقرب من دوسون كريك ويمتد حوالي 670كم جنوب غرباً إلى مصنع إسالة بالقرب من كيتيمات. يمر المسار عبر الأراضي التقليدية لعدة شعوب أصلية، بما في ذلك ويتسويتن. سيتم تحويل الغاز الطبيعي المنقول عبر الخط إلى غاز طبيعي مسال إل إن جي بواسطة مصنع ال ان جي كندا في كيتيمات ثم تصديره للأسواق العالمية. تتوقع الشركة أن السوق الرئيسي للغاز سيكون الدول الآسيوية التي تخطط للتحول من محطات الطاقة التي تعمل بالفحم.
كانت التكلفة الأولية المقدرة لبناء الخط 6.6 ملياردولار. المشروع مملوك لـ تي سي إنيرجي وسيتم تشغيله بواسطتها. اختارت إل إن جي كندا شركة تي سي للطاقة لتصميم وبناء وامتلاك الخط في 2012. في ديسمبر 2019، دخلت شركة إدارة الاستثمارايمكو وشركة الأسهم الخاصة كي كي ار في اتفاقية لشراء حصة ملكية 65% في المشروع بمبلغ تقديري قدره 6.6مليار. تم إغلاق الصفقة في 25 مايو 2020، وبحلول أغسطس 2020، كان بناء الخط جارياً. بحلول نهاية يوليو 2022، اكتمل حوالي 70% من الخط، وزادت تكلفة المشروع إلى 11.2 مليار دولار كندي. في أكتوبر 2023، اكتمل تركيب الأنابيب في المشروع بنسبة 100%.

## الجدل
يعارض المشروع الرؤساء الوراثيون لـوِتْسُوِتْئِن، وبعض الأمم الأولى الأخرى، والناشطون البيئيون. يطالب الرؤساء الوراثيون بالولاية والمسؤولية لحماية أراضي وِتْسُوِتْئِن التقليدية. قالوا في 2020 أن اختصاص مجالس النخب المنتخبة، المنشأة بموجب قانون الهنود، يقتصر على محمياتهم. قالت الباحثة البيئية أفيتال ميرا فان ميجيرين كارب إن أمة وِتْسُوِتْئِن الأولى لديها رئيس ومجلس منتخب وهو نظام الحكم الاستعماري الذي وافق على خط أنابيب سي جي إل ، وهو تمييز رئيسي في هذه الحالة". على الرغم من موافقة مجالس النخب المنتخبة على بناء خط أنابيب سي جي إل، عارضه الرؤساء الوراثيون. قال الرؤساء الوراثيون إن أراضي وِتْسُوِتْئِن لم تُتنازل عنها أبداً للحكومة الفيدرالية وأنه ليس جميع أفراد وِتْسُوِتْئِن يحكمون بالقرارات التي تتخذها الرؤساء والمجالس المنتخبة المنشأة بموجب قانون الهنود.
قال الرؤساء الوراثيون إن 22,000 كيلومتر مربع (8,500 ميل2) من أراضي وِتْسُوِتْئِن لم تُتنازل عنها أبداً لـحكومة كندا. عندما حدث هذا، كانت كولومبيا البريطانية لا تزال مستعمرة، ولم تدخل في معاهدات مع شعب وِتْسُوِتْئِن قبل الانضمام إلى كندا. لذلك، يزعم الرؤساء أن حق الملكية الأصلية على الأراضي التقليدية لشعب وِتْسُوِتْئِن لم يُلغى. أكدت المحكمة العليا لكندا مطالب الرؤساء الوراثيين بالأراضي في قرار 1997 ديلجاموك ضد كولومبيا البريطانية، الذي أكد حقوق الملكية الأصلية واعترف بأن وِتْسُوِتْئِن لديها نظام قوانين يسبق الاستعمار. قالت الرئيسة الوراثية فريدا هوسن، منظمة معسكر يونستوتن، وهو معسكر احتجاج ومركز شفاء للسكان الأصليين في شمال كولومبيا البريطانية، في 2019 إن بدون أرضنا، لسنا من نحن. الأرض هي نحن ونحن الأرض"، وأيضاً أن صناعة الطاقة أرادت أن تأخذ وتأخذ وتأخذ. وهم لا يقبلون رفضاً كإجابة. اتخذ بعض أفراد وِتْسُوِتْئِن موقفاً ضد مشروع خط أنابيب سي جي إل بسبب المخاوف البيئية والثقافية. يعتمد وِتْسُوِتْئِن على أرضهم للطعام والماء ولدعم أسلوب حياتهم وعلاقتهم بالأرض. قالت هوسن إن اعتقاد شعبنا هو أننا جزء من الأرض. الأرض ليست منفصلة عنا. الأرض تدعمنا. وإذا لم نعتني بها، لن تتمكن من إعالةنا، وسنموت كجيل من الناس". إن إمكانية تسبب خط أنابيب سي جي إل في مشاكل حول استخدام المياه، والتسريبات الكيميائية، وانبعاثات غازات الاحتباس الحراري، والآثار الأخرى على تغير المناخ والصحة العامة هي مخاوف لمعسكر يونستوتن. علاوة على ذلك، فإن المجموعات الأصلية أصبحت أكثر عرضة لتغير المناخ وتتأثر بشكل غير متناسب بآثاره. قال المتحدث باسم الرؤساء الوراثيين، الرئيس نا موكس نحتاجهم سي جي إل أن يفهموا أن ما يفعلونه يدمر أراضينا، ومواقعنا البيئية، ومواقع دفننا... ليس لديهم أي إدراك لأهميته لشعبنا. وفقاً لعالمة البيئة والدراسات الأصلية كيرستين ريبولد، عارض العديد من الرؤساء الوراثيين لـوِتْسُوِتْئِن بناء مشروع خط أنابيب سي جي إل لأنه دمر مواقع وِتْسُوِتْئِن الثقافية التقليدية الحيوية لاستمرارية ثقافية مجتمعاتهم.
يعارض آخرون الخط لأسباب بيئية. من المتوقع أن يزيد مشروع سي جي إل البصمة الكربونية لكولومبيا البريطانية بمقدار 8 إلى 9 ملايين طن. من المتوقع أن يمنع هذا الرقم المقاطعة من تحقيق أهدافها المناخية. عند حرق هذا الغاز الطبيعي المنقول عبر الخط المكتمل يعادل 585.5 مليون رطل من CO2 يومياً... 13 في المائة من انبعاثات غازات الاحتباس الحراري اليومية في كندا في عام 2017." في عام 2018، تحدى الناشط البيئي مايكل سوير موافقة الخط، بتقديم طلب رسمي يلزم المجلس الوطني للطاقة الفيدرالي بإجراء مراجعة كاملة. حكم المجلس الوطني للطاقة أن المشروع يقع تحت اختصاص كولومبيا البريطانية، ولجنة النفط والغاز فيها. قد يكون للخط أيضاً تأثير على مجاري مياه وِتْسُوِتْئِن. قالت سليدو مولي ويكهام، رئيسة عشيرة جيديمتين، في عام 2021 يمكنك السباحة في تلك البحيرة وشرب الماء فقط بفتح فمك، فهي نقية جداً، والنهر صافٍ لدرجة أنك تستطيع رؤية أحواض التفريخ العميقة جداً التي عادت إليها السلمون منذ آلاف السنين. خارج الخط نفسه، يمكن أن تضر أنشطة البناء بالقرب من المجاري المائية وحولها مثل التفجير ودرع الصخور الصلبة بأعداد الأسماك.
وفقاً لهيئة الإذاعة الكندية سي بي سي، يؤثر مشروع خط أنابيب سي جي إل أيضاً على حياة البشر وغير البشر. تم إصدار أكثر من 50 تحذيراً للمشروع بسبب مخالفات متكررة لعدم الامتثال وتم الإبلاغ عنه لعدة مخالفات على اللوائح البيئية. وجد مكتب التقييم البيئي لكولومبيا البريطانية بي سي إي أي أو أن مشروع خط أنابيب سي جي إل مسؤول عن إطلاق تلوث في بحيرة فريزر. قال مكتب التقييم البيئي إن إطلاق المياه باتجاه بحيرة فريزر أحدث عموداً من الرواسب في الماء يمكن رؤيته من الجو. بحيرة فريزر موطن لـ 1000 شخص وهي موطن حاسم لسمك الحفش الأبيض المهدد بالانقراض والبجع البوقي. يعبر خط أنابيب جوستال البالغ طوله 670 كيلومتراً 625 من الجداول والأنهار والبحيرات التي تحوي أسماكاً. تم إصدار تحذيرات لمشروع خط أنابيب سي جي إل بسبب فشله في حماية الممرات المائية والأراضي الرطبة الحساسة من تآكل الرواسب. يضر هذا التآكل بموائل الأسماك، ونوعية المياه، والأشخاص الذين يعتمدون على هذه الممرات المائية للبقاء. وفقاً للصحفية بيتسي ترومبنر من سي بي سي، فإن مخالفات عدم الامتثال المتكررة لأنابيب خط غاز كوستال هي انتهاك لشهادة التقييم البيئي للمشروع.
تدعم بعض المنظمات الأصلية الخط. اعترض تحالف الأمم الأولى للغاز الطبيعي المسال إل إن جي على مسؤولي حقوق الإنسان في كولومبيا البريطانية والأمم المتحدة الذين دعوا إلى وقف بناء الخط، قائلين إن هؤلاء المسؤولين لم يستشيروا المجموعات الأصلية الداعمة للخط قبل إصدار بياناتهم. أشار تحالف الأمم الأولى للغاز الطبيعي المسال إلى فرص التعاقد مع السكان الأصليين والاستشارات المكثفة مع السكان الأصليين. قالت كريستال سميث، رئيسة مستشاري أمة هايسلا، التي وقعت اتفاقية للسماح للخط بالمرور عبر أراضيها التقليدية، في عام 2020 لقد تم استبعاد الأمم الأولى من تطوير الموارد لفترة طويلة جداً... لكننا مشاركون، وقد تم استشارتنا وسنضمن فوائد لجميع الأمم الأولى. وقع فيكتور جيم، رئيس وِتْسُوِتْئِن المنتخب، أيضاً على صفقة المنافع. في 19 فبراير 2020، حضر 200 عضو من مجتمع وِتْسُوِتْئِن اجتماعاً في هوستون نظمته المجموعة المؤيدة للخط شمال ماتيرس. قال روبرت سكين، مستشار مع أمة سكين تاي الأولى، إن المشروع سيعتني بأطفالنا وأطفال أطفالنا. وكان منتقداً للمحتجين: يريدون الوقوف بقبضاتهم في الهواء، لكنني أقول تعالوا واستمعوا إلينا واحصلوا على الجانب الآخر من القصة قبل أن تذهبوا وتوقفوا حركة المرور والسكك الحديدية. وفقاً لـبول مانلي، عضو البرلمان الأخضر عن نانايمو-ليديسميث، لم تكن المجالس المنتخبة قد "وافقت" بل تنازلت، عن المشروع، الذي يُنظر إليه على أنه حتمي.
كشف المشروع والاحتجاجات عن انقسامات داخل أمم وِتْسُوِتْئِن وموهوك الأولى. عارض الرؤساء الوراثيون لـوِتْسُوِتْئِن المشروع، بينما دعمته مجالس النخب المنتخبة، مما أدى إلى دعوة لـصوت متماسك. لم يتم تنظيم الحصار للسكك الحديدية من قبل موهوك تينديناغا في فبراير 2020 من قبل قيادة النخبة، بينما أصدرت لجنة العلاقات الخارجية لاتحاد الهودينوساوني بياناً يدين غزو الشرطة الملكية الكندية الفرسان. سافر الرؤساء الوراثيون إلى مجتمعات موهوك المختلفة لتقديم الشكر على دعمهم لكنهم التقوا بمنظمة ثالثة، أمة موهوك، وهي شكل منفصل من الحكومة يضم مجتمعات موهوك المختلفة في كندا والولايات المتحدة. دعا كبير الرؤساء سيرج أوتسي سيمون من أمة موهوك كانيساتاكي الأولى المحتجين إلى إنهاء متاريس السكك الحديدية كدليل على حسن النية. إن إنزال المتاريس لا يعني أنك تستسلم. لا يعني أننا سنستلقي ونسمح لهم بركلنا. لا، سوف يظهر التعاطف. أنا ببساطة أتوسل إلى المحتجين ... هل وصلت رسالتكم بعد؟ هل فهمت الحكومة والصناعة؟ أعتقد أنهم فعلوا. في اليوم التالي، تنصل سيمون من تعليقاته بعد أن منعه سكان المحمية من دخول مكتب مجلس النخبة. اقترح الكاتب جون إيفيسون أن الوضع سلط الضوء على الحاجة إلى التحرك في إطار تشريعي لإعادة هيكلة السلطة بين المجالس المنتخبة التي يفرضها قانون الهنود والحكومات الوراثية التقليدية.

## تاريخ المشروع

### المشاورات
تم عقد مشاورات مع مجالس النخب المحلية كجزء من عملية التخطيط والمراجعة البيئية بين 2012 و2014. نتيجة لقضية المحكمة لعام 1997 ديلجاموك ضد كولومبيا البريطانية لشعب جيتكسان ووِتْسُوِتْئِن، يلزم إجراء مشاورات شاملة مع الرؤساء الوراثيين للمشاريع الكبرى في الأراضي التقليدية. خلال المشاورات، اقترح مكتب وِتْسُوِتْئِن مسارات بديلة للخط عبر المناطق التي تم إزعاجها بالفعل من قبل مشاريع البنية التحتية الأخرى. رفضت خط غاز كوستال هذه المسارات في 21 أغسطس 2014 في رسالة ذكرت أن المسارات غير مناسبة لخط أنابيب بالقطر المقترح، وأقرب إلى المجتمعات الحضرية، وستمدد وقت التطوير من خلال استدعاء مشاورات مع أربع أمم أولى إضافية. في 27 يناير، صرح رئيس خط غاز كوستال ديفيد فايفر أن المسار الحالي هو الأكثر قابلية للتطبيق من الناحية الفنية ويقلل من التأثير على البيئة. في 14 فبراير 2020، أصدرت خط غاز كوستال رسالة عام 2014 اقترحت فيها مساراً بديلاً يسمى الطريق البديل الشمالي لنهر موريس كان من شأنه نقل المشروع على بعد ثلاثة إلى خمسة كيلومترات شمال المسار الحالي، لكنها لم تتلق رداً من مكتب رؤساء وِتْسُوِتْئِن الوراثيين. وفقاً لـ خط غاز كوستال، عقدت الشركة أكثر من 120 اجتماعاً مع الرؤساء الوراثيين بين 2012 و2019 وأكثر من 1300 مكالمة هاتفية وبريد إلكتروني، لكنهم مع ذلك لم يتمكنوا من الاتفاق على مسار للخط.

### عملية الموافقة
تم منح الموافقة من قبل عشرين مجلس نخبة منتخب لأمة أولى بما في ذلك مجلس نخبة وِتْسُوِتْئِن المنتخب على طول المسار المقترح وحكومة كولومبيا البريطانية. كجزء من اتفاقهم، أعلنت تي سي للطاقة أنها ستُمنح عقود عمل بقيمة 620 مليون دولار كندي مليون للأمم الأولى في شمال كولومبيا البريطانية. وافق مكتب التقييم البيئي لكولومبيا البريطانية على مشروع خط الأنابيب في 2014. قدم المشروع طلباً للحصول على تصاريح لبناء الخط إلى لجنة النفط والغاز في كولومبيا البريطانية في 2014 وتم منحه جميع التصاريح اللازمة بين 2015 و2016.

### الاحتجاجات
بدأت الاحتجاجات مع الرؤساء الوراثيين لوِتْسُوِتْئِن الذين يعارضون المشروع بما في ذلك ثمانية من أصل تسعة رؤساء منازل حاليين ومدافعين آخرين عن الأرض يحاصرون الوصول إلى معسكرات بناء الخط في أراضي وِتْسُوِتْئِن. مدافعون عن الأرض هم عادة من السكان الأصليين الذين يعارضون مشاريع استخراج الموارد واسعة النطاق والأشخاص الذين يدعمون قضيتهم. يمكن أن يشمل ذلك المحامين والصحفيين والمحتجين. قال خبير السياسة العامة والشؤون العالمية فيليب لو بيلون إن مدافعي البيئة والأرض يلعبون دوراً حاسماً في محاولات إبطاء التغير البيئي ومعالجة أوجه عدم المساواة في السلطة في استخدام الأراضي وتطوير الموارد.
في 7 يناير 2019، أجرت الشرطة الملكية الكندية الفرسان مداهمة وافكت المتاريس بعد منح سي جي إل أمراً قضائياً من المحكمة العليا لكولومبيا البريطانية، واعتقلت عدة مدافعين عن أرض وِتْسُوِتْئِن. في 10 يناير، توصل وِتْسُوِتْئِن والشرطة الملكية الكندية الفرسان إلى اتفاق للسماح بالوصول. أعيد بناء المتاريس لاحقاً. بعد أن أزالت الشرطة الملكية الكندية الفرسان مرة أخرى متاريس وِتْسُوِتْئِن واعتقلت مدافعين عن أرض وِتْسُوِتْئِن في فبراير 2020، اندلعت احتجاجات تضامنية في جميع أنحاء كندا. كانت العديد منها متاريس للسكك الحديدية، بما في ذلك حظر الخط الرئيسي لسي إن عبر شرق أونتاريو. تم حظر حركات السكك الحديدية للركاب والشحن لعدة أسابيع، مما أدى إلى تقنين البضائع، وتراكم بضائع أخرى وإغلاق عدة موانئ رئيسية. أثناء جائحة كوفيد-19، اعتبر بناء خط الأنابيب عملاً أساسياً. كان مجتمعات وِتْسُوِتْئِن قلقين مع زيادة أعداد الأشخاص المسافرين إلى أراضيهم وتهديد المرض. طالبت المجتمعات الأصلية في جميع أنحاء شمال كولومبيا البريطانية بشكل متكرر بإغلاق معسكرات البناء بسبب الجائحة. حاصر محتجون من وِتْسُوِتْئِن طريق خدمة غابة موريس الذي يوفر الوصول إلى بناء مشروع الخط. صدر الأمر القضائي الأول من قبل المحكمة العليا لكولومبيا البريطانية في ديسمبر 2018. أقامت الشرطة الملكية الكندية الفرسان مكتباً مؤقتاً على طريق خدمة غابة موريس لفرض الأمر القضائي. تم تمديد هذا الأمر القضائي من قبل المحكمة العليا لكولومبيا البريطانية في 31 ديسمبر 2019. شمل التمديد أمراً يأذن للشرطة الملكية الكندية الفرسان بفرض الأمر القضائي. أمر الرؤساء الوراثيون بطرد الشرطة الملكية الكندية الفرسان وموظفي خط الغاز الطبيعي كواستيل.
أعلنت الشرطة الملكية الكندية الفرسان في 30 يناير 2020، أنها ستتراجع أثناء اجتماع الرؤساء الوراثيين والمقاطعة لمحاولة التوصل إلى اتفاق. ومع ذلك، أصدرت جميع الأطراف بيانات في 4 فبراير تفيد بأن المحادثات قد انهارت. في 3 فبراير، طلب مكتب وِتْسُوِتْئِن مراجعة قضائية للموافقة البيئية على الخط. في 6 فبراير، بدأت الشرطة الملكية الكندية الفرسان في فرض الأمر القضائي، واعتقلت 21 محتجاً في معسكرات على طول الطريق بين 6 و9 فبراير. أكبر هذه المعسكرات هو معسكر يونستوتن، مباشرة في المسار المقترح للخط، الذي أنشئ في 2010 كنقطة تفتيش، وأضاف منذ ذلك الحين مركزاً للشفاء. شملت الاعتقالات منظمي الاحتجاجات كارلا تيت، فريدا هوسن وبريندا ميشيل. تم الإفراج عن الجميع في غضون يومين. احتجزت الشرطة الملكية الكندية الفرسان أيضاً عدة مراسلين وتدخلت في حرية الصحافة. اعتقلت الشرطة الملكية الكندية الفرسان مراسلين، أمبر براكن ومايكل توليدانو، في احتجاج على خط الأنابيب. أثارت اعتقالاتهم غضب المدافعين عن حرية الصحافة في كندا والولايات المتحدة. قال توليدانو يجب أن يعرف الكنديون أنه يمكن اعتقال الصحفيين في هذا البلد وسجنهم إذا كانوا يروون قصة لا تحبها الشرطة الملكية الكندية الفرسان.
قال كبير الرؤساء لاتحاد رؤساء الهنود في كولومبيا البريطانية ستيوارت فيليب نحن في حالة غضب مطلق وألم رهيب بينما نشهد شعب وِتْسُوِتْئِن يُداس على عنوانه وحقوقه بوحشية ويُحرم حقه في تقرير المصير. في 11 فبراير، أعلنت الشرطة الملكية الكندية الفرسان أن الطريق إلى موقع البناء تم تطهيره وأعلنت تي سي للطاقة أن العمل سيعود يوم الاثنين التالي. في 21 فبراير، أصدر مكتب التقييم البيئي لكولومبيا البريطانية اي أي أو إشعاراً بأن على خط الغاز كوستال إيقاف البناء في المسار المحجوز من قبل الرؤساء الوراثيين والدخول في محادثات مع وِتْسُوِتْئِن خلال الثلاثين يوماً التالية. بعد أن جعل الرؤساء الوراثيون ذلك شرطاً للمحادثات مع الحكومة، أغلقت الشرطة الملكية الكندية الفرسان مكتبها المحلي وانتقلت إلى مركزها في هوستون في 22 فبراير. اندلعت احتجاجات في جميع أنحاء كندا تضامناً مع الرؤساء الوراثيين لوِتْسُوِتْئِن. في 11 فبراير، حاصر محتجون مباني برلمان كولومبيا البريطانية في فيكتوريا، مما منع الاحتفالات التقليدية حول قراءة خطاب العرش من قبل الحاكم. اضطر أعضاء المجلس التشريعي إلى الحصول على مساعدة الشرطة للدخول أو استخدموا مداخل خلفية أو جانبية. تجمع محتجون خارج المكاتب الحكومية في فيكتوريا في 14 فبراير، ونصح ممثل نقابة موظفي حكومة كولومبيا البريطانية أعضاءه بمعاملة الاحتجاج كخط اعتصام. وقعت احتجاجات أخرى في نيلسون، كالغاري، ريجينا، ساسكاتشوان، وينيبيغ، تورونتو، أوتاوا، شيربروك، وهاليفاكس، نوفا سكوشا.
استهدف أمم أولى أخرى، ونشطاء، ومدافعون عن الأرض، وأنصار آخرون للرؤساء الوراثيين لوِتْسُوِتْئِن خطوط السكك الحديدية. بالقرب من بيلفيل، أونتاريو، بدأ أعضاء من أمة موهوك خليج كوينتي الأولى حصاراً لخط السكك الحديدية الوطنية الكندية سي إن شمال تينديناغا في 6 فبراير، مما دفع فيا ريل إلى إلغاء القطارات على خطوط تورونتو-مونتريال وتورونتو-أوتاوا. الخط حاسم لشبكة سي إن في شرق كندا حيث ليس لـ سي إن خطوط سكك حديدية أخرى شرق-غرب عبر شرق أونتاريو.
أوقفت احتجاجات أخرى تعترض خطوط السكك الحديدية خدمة خطوط فيا ريل من برنس روبرت وبرنس جورج، التي تعمل على مساراتسي إن. عطلت الاحتجاجات على خط سي إن غرب وينيبيغ أيضاً خط سكة حديد الركاب العابر لكندا الوحيد. عطلت الاحتجاجات خطوط قطار جي أو في منطقة تورنتو الكبرى جي تي إي وخط كاندييك لـ إي اكس أو في مونتريال. عُطلت أيضاً خطوط السكك الحديدية الكندية الباسيفيكية سي بي أر في وسط مدينة تورنتو وجنوب مونتريال. حوصر خط السكك الحديدية للشحن اس سي إف جي بين غاسبيه، كيبيك وماتابيديا، كيبيك في 10 فبراير من قبل أعضاء من أمة ليستوجوج ميكماك الأولى. أدت المتاريس في جميع أنحاء البلاد إلى توقف فيا ريل وسي إن أر عن معظم خدماتهما في جميع أنحاء البلاد لمعظم فبراير، مع استئناف الخدمة العادية بحلول أوائل مارس.
في النهاية، أدت المحادثات مع الحكومة إلى مذكرة تفاهم ام أو واي بشأن حقوق الأرض والملكية بين الحكومة الكندية وحكومة كولومبيا البريطانية، وتسعة رؤساء منازل حاليين لوِتْسُوِتْئِن. تلتزم مذكرة التفاهم كندا وكولومبيا البريطانية بالاعتراف بأن الحقوق والملكية تحتفظ بها مجموعات المنازل داخل أمة وِتْسُوِتْئِن، تحت نظام حكم وِتْسُوِتْئِن. تمهد هذه المذكرة الطريق للاعتراف القانوني بملكية وِتْسُوِتْئِن لـ 22000 كيلومتر مربع من الأراضي التقليدية. قال رئيس العشيرة نا موكس: "لقد كانت عاطفية جداً لجميع الرؤساء الوراثيين لأننا جميعاً نتذكر ما قاله شيوخنا الذين رحلوا. نعلم جميعاً أن هذا كان هدفهم". ومع ذلك، لم تعالج مذكرة التفاهم قضية خط الأنابيب، واستمر البناء والمعارضة من قبل وِتْسُوِتْئِن.

#### 2021
استمر بناء سي جي إل في عام 2021 بعد تمديد الشهادة البيئية، واستمر المدافعون عن الأرض في عرقلة البناء من خلال العمل المباشر. في سبتمبر، اعتقل شخصان على الأقل عندما أقام المدافعون عن الأرض عدة متاريس وقيدوا أنفسهم بالآلات في موقع حفر حيث كانت فرق سي جي إل تستعد للحفر تحت نهر موريس. في أكتوبر، استولى المدافعون عن الأرض على حفارة تابعة لـ سي جي إل وطردوا عمال البناء من أراضي وِتْسُوِتْئِن. في 13 نوفمبر، طرد أعضاء من عشيرة جيديمتين عمال البناء، وعندما رفضوا المغادرة، استولى المدافعون عن الأرض على حفارة، ودمرت جزءاً من طريق الوصول، وحاصرت جسراً بحافلة صغيرة مهشمة. انتقد المدافعون الشرطة الملكية الكندية الفرسان لاستخدامها العنف في المواجهات السابقة.

#### 2022
في الساعات الأولى من 17 فبراير 2022، أجبر عشرون مهاجماً مقنعاً، بعضهم يحمل فؤوساً، تسعة أشخاص على الفرار من موقع عمل بالقرب من هوستون، كولومبيا البريطانية. هاجموا وأصابوا ضباط الشرطة الملكية الكندية الفرسان الذين حاولوا الرد. قال إليس روس، عضو الجمعية التشريعية لكولومبيا البريطانية كان هناك عمال داخل شاحنة بينما كان المهاجمون يحاولون إشعال النار فيها.

### معسكرات العمل
معسكرات العمل، التي تسمى أحياناً "معسكرات الرجال" من قبل النشطاء، هي مرافق سكن مؤقتة مبنية للعمال الذكور في الغالب في مشاريع تطوير الموارد. قد تشمل هذه المشاريع، على سبيل المثال لا الحصر، الصناعات المتعلقة بالنفط وخطوط الأنابيب، والتعدين، والطاقة الكهرومائية، والخشب. كان لخط أنابيب خط الغاز كوستال 14 معسكراً على طول مساره، حيث استوعب كل معسكر 500-800 عامل أثناء البناء. تظهر التقارير علاقة مباشرة بين معسكرات العمل والعنف ضد نساء وفتيات السكان الأصليين. عندما قدم خط أنابيب الغاز كوستال طلباً لتمديد مشروعه، استشهد محامو مكتب وِتْسُوِتْئِن بعدم وجود محاسبة ذات معنى للتقرير النهائي من التحقيق الوطني في النساء والفتيات من السكان الأصليين المفقودات والمقتولات ام ام أي دبليو جي لتحدي تمديد سي جي إل. وجد التقرير النهائي أن "معسكرات العمل، أو 'معسكرات الرجال،' المرتبطة بصناعة استخراج الموارد متورطة في ارتفاع معدلات العنف ضد نساء السكان الأصليين في المعسكرات والمجتمعات المجاورة... تم ربط مستويات الجريمة المرتفعة، بما في ذلك الجرائم المتعلقة بالمخدرات والكحول، والجرائم الجنسية، والعنف المنزلي والعصابات، بسياقات المدن المزدهرة وتطوير الموارد الأخرى.
أشرف مكتب التقييم البيئي لكولومبيا البريطانية بي سي إي إي أو على التقييمات البيئية المطلوبة لتمديد خط أنابيب سي جي إل وقبل طلب خط غاز غوستال. قالت عالمة الاجتماع جاسمين تورديما إن مكتب التقييم البيئي سمح بتمديد الخط، "دون معالجة أو الاعتراف الكامل بالآثار الشديدة والمباشرة التي سيحدثها هذا التطوير ومعسكرات الرجال الأربعة عشر المقترحة على نساء وفتيات وذوات الروحين من السكان الأصليين. قالت تورديما أيضاً إنه "عندما يصل الرجال إلى موقع المشروع، فإنهم يتعلقون بجنسية نساء السكان الأصليين مع بقائهم بلا وجوه وبلا أسماء، مما يسهل ارتكاب الجرائم دون مواجهة العواقب. وبالمثل، قالت الجنة المعنية بما يتعلق بخط أنابيب سي جي إل ومشاريع تطوير الموارد الأخرى، "هناك حاجة ملحة للنظر في سلامة نساء السكان الأصليين باستمرار في جميع مراحل تخطيط المشروع".

### أوامر عدم الامتثال
تم إصدار عدة أوامر بعدم الامتثال لـ خط غاز كوستال، مما تسبب في انقطاعات لأعمال البناء في مناطق معينة على طول المسار. في عام 2019، واجهوا أمراً بعد بدء العمل قبل إبلاغ صيادي الفخاخ بالقرب من هوستون. في ربيع 2020، أبلغت مجموعة منزل يونستوتن وأعضاء عشيرة جيديمتين مكتب التقييم البيئي لكولومبيا البريطانية إي أي أو أن سي جي إل ألحقت الضرر بمناطق الأراضي الرطبة. وجد مكتب التقييم أن خطة إدارة الأراضي الرطبة للشركة لم يتم اتباعها في 42 منطقة من الأراضي الرطبة، وأصدر أمراً آخر بعدم الامتثال في 16 يونيو. تم تسليم أمر منفصل في نفس اليوم بسبب عدم بذل الشركة جهوداً للتخفيف من الضرر الذي يلحق بالصنوبر الأبيض المهدد بالانقراض في المنطقة. صدر أمر آخر بعدم الامتثال في 22 يونيو 2020، للمضي قدماً في أعمال تطهير مواقع الأراضي الرطبة المتضررة دون إجراء مسوحات التقييم البيئي المناسبة. أدت أوامر عدم الامتثال هذه إلى توقف البناء ضمن 30 متراً من مناطق الأراضي الرطبة المحددة حتى يتم اتباع جميع الإجراءات المناسبة. أصدر مكتب التقييم البيئي أيضاً أمراً تنفيذياً يتعلق بالمياه العكرة التي يتم تصريفها في بحيرة فريزر التي تحوي أسماكاً.
وجد أيضاً أن خط غاز كوستال غير متوافقة مع شروط شهادتها البيئية في أكثر من 50 حالة، وفقاً لبرنامج الامتثال لمكتب التقييم البيئي. تشمل هذه المخالفات تقييد الوصول إلى مصائد الحيوانات والفشل في التخلص من قمامة المعسكر بشكل كافٍ. منذ بدء بناء الخط في عام 2019، تلقى المشروع عقوبات تزيد عن 240,000 دولار لعدم الامتثال المتكرر لمسؤولياته البيئية. غُرم المشروع 346,000 دولار بسبب مشاكل التحكم في التآكل والرواسب ولتقديم معلومات كاذبة في سجلات التفتيش. كشف الإبلاغ الذاتي لـسي جي إل عن الامتثال البيئي أيضاً عن انتهاكات.

### التحدي في المحكمة العليا للشهادة البيئية
في 1 أكتوبر 2020، بدأت جلسة استماع في المحكمة العليا لكولومبيا البريطانية، طلب فيها مكتب وِتْسُوِتْئِن من المحكمة رفض قرار مكتب التقييم البيئي بتمديد الشهادة البيئية لـ CGL لمدة خمس سنوات. قدمت الشركة طلباً لتمديد لمرة واحدة لشهادتها السابقة لمدة خمس سنوات في أبريل 2019. صرح الرؤساء الوراثيون لوِتْسُوِتْئِن أنه مع وجود أكثر من 50 حالة من عدم الامتثال لشروط تصاريحهم البيئية ولنتائج التحقيق الوطني الكندي حول النساء والفتيات من السكان الأصليين المفقودات والمقتولات التي تظهر أن المشروع سيزيد من العنف تجاه نساء وفتيات السكان الأصليين، لا ينبغي منح التمديد. لم تبدأ خط غاز كوستال البناء بشكل كبير خلال السنوات الخمس من شهادتها البيئية، كما هو مطلوب في التصريح، لذا طلبت من مكتب التقييم البيئي منحها تمديداً. كان على مكتب التقييم البيئي بعد ذلك النظر في الآثار السلبية الجديدة التي قد يجلبها المشروع والنظر في امتثال خط غاز كوستال في الماضي. قالت المحامية لوِتْسُوِتْئِن في وودوارد وشركاه، كايلي دي بوما، إن "مكتب التقييم البيئي لم يفعل أيًا من هذين الأمرين بشكل صحيح. نعلم أن هناك علاقة بين معسكرات العمال، ما يسمى 'معسكرات الرجال،' والعنف ضد الفتيات والنساء وذوي الروحين من السكان الأصليين". قالت دي بوما إن مكتب التقييم البيئي لم يقيم بشكل صحيح الخطر الذي تواجهه نساء وفتيات السكان الأصليين من تمديد تصاريح خط أنابيب سي جي إل. قالت دي بوما قال مكتب التقييم البيئي إن خط غاز كوستال ستكون مستعدة للنظر في القيام بذلك في المستقبل. لذا، بدلاً من إنشاء شرط ملزم قانوناً لهم للنظر في هذه الأضرار، أخذوا الصناعة على كلمتها بأنها ستقوم بذلك طوعاً في وقت ما في المستقبل".
استشهد محامو مكتب وِتْسُوِتْئِن بعدم وجود محاسبة ذات معنى للتقرير النهائي عن النساء والفتيات من السكان الأصليين المفقودات والمقتولات ام ام اي دبليو جي ، المنشور في يونيو 2019، بالإضافة إلى التاريخ الطويل لشركة خط الأنابيب في عدم الامتثال لشروط ومعايير مكتب التقييم البيئي نفسه. كان موقف مكتب التقييم البيئي أنه لا يوجد أساس للمراجعة القضائية لقرارهم. في أبريل 2021، حكمت المحكمة العليا لكولومبيا البريطانية بأن جميع المخاوف التي أثارها مكتب وِتْسُوِتْئِن لا أساس لها، ووافقت المحكمة على تمديد الشهادة البيئية لـ سي جي إل.